# La Bataille du labyrinthe
La Bataille du labyrinthe (titre original : The Battle of the Labyrinth) est un roman de Rick Riordan sorti en 2008. C'est le quatrième tome de la série Percy Jackson.

## Résumé
Après avoir, lors des portes ouvertes, incendié la nouvelle école qui était censée l'accueillir, Percy se retrouve une nouvelle fois à la Colonie des Sang-Mêlés avec Annabeth.
Grover, de son côté, après ses échecs dans la quête de Pan se voit accorder un délai d'une semaine supplémentaire par le Conseil des Sabots Fendus. 
Sachant pertinemment que Luke cherche à combattre la Colonie en y entrant par le Labyrinthe du célèbre Dédale, lorsque Percy et Annabeth finissent par tomber dans une entrée du Labyrinthe menant droit à la Colonie, une quête est lancée, avec Annabeth, Percy, Grover et Tyson.
Leur but est multiple : trouver Dédale et l'empêcher d'aider Luke, et pour Grover, retrouver Pan. 
Commence alors une aventure dans l'obscurité du Labyrinthe, pleine de monstres divers et variés, de rencontres impromptues, d'épreuves et de pièges, au cours de laquelle ils retrouveront Nico Di Angelo le fils d'Hadès et le persuaderont de repasser de leur côté. Le groupe se séparera au détour.
Ce livre est basé sur les aventures de Thésée.

## Prophétie
Annabeth reçoit la prophétie de l'Oracle. Elle énonce la quasi-totalité aux pensionnaires mais ne révèle le dernier vers qu'à la fin en hurlant sur Percy. 
Tu t'enfonceras dans la nuit du Labyrinthe sans fin,1 

Réveilleras le mort, le traître, le disparu enfin.2 

La main du roi-fantôme causera ta gloire ou ta chute,3 

De l'enfant d'Athéna ce sera la dernière lutte.4 

Le dernier souffle d'un héros en scellera le sort,5 

Tu perdras un amour à pire fin que la mort.6
- 1 Annabeth s'est rendu dans le Labyrinthe de Dédale qui est sombre et sans fin.
- 2 Avec Nico Di Angelo, Annabeth a assisté à l'invocation de morts, notamment de la sœur de Nico, Bianca. Percy a sauvé Ethan Nakamura qui s'est révélé être un traître. Grover est parvenu à trouver le dieu Pan, disparu depuis des millénaires.
- 3 Le roi-fantôme s'est révélé être Nico (alors qu'il était cru que c'était Minos) qui a choisi de se battre aux côtés de Percy et de ses amis.
- 4 La bataille du Labyrinthe sera la dernière lutte de Dédale qui est un fils d'Athéna.
- 5 En se sacrifiant, Dédale a détruit son Labyrinthe.
- 6 Annabeth a perdu Luke, dont elle s'était éprise, à un sort pire que la mort : il est devenu l'hôte de Cronos.